# Полтавский легкоконный полк
Полтавский легкоконный полк (1654—1796) — легкоконное формирование (конно-казачий полк) в составе Екатеринославской конницы Русской армии.

## История
Полк вошёл в состав вооружённых сил Русского государства 8 января 1654 года как Полтавский полк Малороссийского казачьего войска. В 1659 году наименован по командиру полка — Полтавским Фёдора Жученко полком. В 1664 году переименован в Полтавский Демьяна Клутжеля полк. В 1687 году переименован в Полтавский Ивана Искры полк.
В 1700 — 1721 годах участвовал в Северной войне. В 1780-х годах именовался как Полтавский пикинёрный полк.
28 июня 1783 года переформирован в шестиэскадронный Полтавский легкоконный полк из Малороссийского и Полтавского казачьих полевых полков, и в 1786 году дополнен в состав Екатеринославской конницы. В 1788 году участвовал в осаде и штурме Очакова. В 1789 году участвовал в осаде Бендер.
18 октября 1790 года переформирован в Полтавский казачий полк. 1 ноября того же года переименован в Казачий булавы Великого Гетмана полк.
31 января 1792 года переформирован в Полтавский легкоконный полк. В 1793 году полк был представлен на смотр А. В. Суворову.
29 ноября 1796 года расформирован; личный состав направлен на укомплектование Елисаветградского гусарского и Лейб-кирасирского полков.

## Командир
- Давыдов, Василий Денисович[4], полковник, отец Дениса Давыдова, проведённая ревизия Полтавского полка, которым командовал В. Д. Давыдов, обнаружила недостачу в 100 000 рублей, и Давыдова-старшего уволили и по суду обязали выплатить эту сумму. Пришлось ему продать имение;

## Известные люди, служившие в полку
- Волков, Михаил Михайлович[5], генерал-майор;
- Ивашев, Пётр Никифорович, генерал-майор;
- Раевский, Николай Николаевич, генерал от кавалерии;
- Татищев, Александр Иванович[6], генерал от инфантерии, военный министр;
- Чарныш, Иван Иванович, генерал-майор;
- Шевич, Иван Егорович, генерал-лейтенант;
- Шереметев, Василий Сергеевич, генерал-майор;